# 26 juin 2015
Le vendredi 26 juin 2015 est le 177e jour de l'année 2015.

## Décès
- Benjamin Dolingher (né le 24 janvier 1929), écrivain, dramaturge et poète vaudois
- David Turner (né le 23 septembre 1923), rameur d'aviron américain
- Hironori Ōtsuka II (né le 24 février 1934), karateka
- Ievgueni Primakov (né le 29 octobre 1929), personnalité politique russe
- Matti Makkonen (né le 16 avril 1952), ingénieur finnois
- Paul Ambros (né le 22 juin 1933), joueur de hockey sur glace allemand

## Événements
- attentat de Saint-Quentin-Fallavier
- attentat de Sousse
- Koweït : un attentat-suicide frappe une mosquée chiite pendant la prière
- La secte Al-Shabbaab attaque la base de Lego, en Somalie.
- Début de Championnats du monde de beach-volley 2015
- Le mariage homosexuel aux États-Unis est reconnu dans tous les états
- Sortie du film Ted 2
- Sortie du téléfilm Teen Beach 2
- Sortie du film White God